# أنافرا
أنافرا (Ανάβρα) هي مدينة في ماغنيسيا في مقاطعة فوريا إلادا في اليونان.
يبلغ عدد سكانها حوالي 1005 نسمة.